# قلعه ارغش‌آباد
قلعه ارغش آباد مربوط به دوره قاجار است و در شهرستان ملارد، بخش صفادشت روستای ارغش آباد واقع شده و این اثر در تاریخ ۲ بهمن ۱۳۸۲ با شمارهٔ ثبت ۱۰۷۹۵ به‌عنوان یکی از آثار ملی ایران به ثبت رسیده است.

## وجه تسمیه
واژهٔ ارغش به معنای فرزندان زیاد است ولی اطلاعات خاصی در زمینه علت نامگذاری قلعه موجود نیست.

## دسترسی و وضعیت کنونی
ارغش آباد، غربی‌ترین آبادی دهستان بی بی سکینه از بخش صفادشت شهرستان ملارد است. این روستا در غرب صالح آباد، در شمال رود شور و در نزدیکی میدانی قرار دارد که محل اتصال جاده‌های منتهی به شهریار و ماهدشت در استان البرز است. برای دسترسی به ارغش آباد باید از جاده شهریار به اشتهارد که از میان دهستان بی بی سکینه عبور می‌کند، استفاده کرد. در منتهی الیه غربی این جاده و قبل از انحراف به سوی ماهدشت به روستای ارغش آباد در جنوب جاده مذکور می‌رسیم. ارغش آباد روستایی است با یک قلعه قدیم، خانه‌های تازه ساز در اطراف قلعه و زمین‌های هموار کشاورزی در پیرامون نقاط مسکونی. گفته می‌شود در گذشته دو نفر به نام‌های دکتر تقی فقیه و علی اکبر درگاهی روستای ارغش آباد که قبلاً ابراهیم‌آباد خوانده می‌شد، را در اختیار داشتند. در شرق روستا، بقایای قلعه ارغش آباد شامل برج‌های مدور، باروهای کنگره‌دار و چندین خانه متروک و در حال تخریب و نیز منازل تازه ساز در فضای داخلی قلعه خودنمایی می‌کند.
به نظر می‌رسد ساخت و سازهای جدید در در محوطه داخلی قلعه ارغش آباد بخش‌هایی از بقایای معماری مسکونی و قسمت‌هایی از برج وباروهای آن را ویران کرده است. به طوری که امروزه فقط بقایای دو برج در ضلع شرقی و قسمتی از باروهای شرقی، شمالی و جنوبی پابرجاست. مصالح ساختمانی قلعه ارغش آباد را چینه، خشت و تیرهای چوبی تشکیل می‌دهد. شاید بتوان گفت سالم‌ترین بخش قلعه ضلع جنوبی آن است. در این بخش علاوه بر برج و باروی قلعه دروازه آن نیز به صورت یک بنای دو طبقه خشتی در میان باروی جنوبی دیده می‌شود.
جاده آسفالتی که به جنوب و شرق روستای ارغش آباد کشیده شده با گذر از جنوب قلعه از کنار دروازه اصلی و از میان شکاف ایجاد شده در باروی جنوبی به داخل قلعه راه می‌یابد. از کنار برج‌های جنوب شرقی و شمال شرقی قلعه دو مسیر خاکی از میان زمین‌های کشاورزی به سوی شرق و به طرف قلعه صالح آباد وجود دارد. اگر چه روستا قلعه قاجاری ارغش آباد از نظر شکل ظاهری و قدمت شباهت‌هایی با سایر قلعه‌های دشتی دهستان بی بی سکینه و به طور کلی شهرستان ملارد دارد اما بررسی موقعیت خاص این قلعه و نسبت آن به قلعه‌های پیرامون و مطالعه اوضاع جغرافیایی، شرایط زیست‌محیطی و اقتصادی در پژوهش‌های تاریخی و شناخت روابط اجتماعی، سیاسی و اقتصادی منطقه در عصر قاجار مؤثر خواهد بود.